# Île Maldonado (Tortel)
Pour les articles homonymes, voir Île Maldonado.
L'île Maldonado (en espagnol : Isla Maldonado) est une île du Chili située en Région Aisén del General Carlos Ibáñez del Campo, dans la Province de Capitán Prat, sur le territoire de la commune de Tortel. Elle est incluse dans le Parc national Laguna San Rafael.

## Géographie
Elle se situe dans le sud du Chili. 